# Polska Misja Historyczna
Polska Misja Historyczna (niem. Polnische Historische Mission) – zagraniczna placówka naukowa Uniwersytetu Mikołaja Kopernika w Toruniu organizacyjnie związana z Wydziałem Nauk Historycznych tej uczelni. Jej działalność prowadzona jest we współpracy z Uniwersytetem Juliusza i Maksymiliana w Würzburgu (Niemcy), Uniwersytetem Jagiellońskim, Uniwersytetem Pedagogicznym im. Komisji Edukacji Narodowej w Krakowie, Uniwersytetem im. Adama Mickiewicza w Poznaniu oraz Uniwersytetem Śląskim w Katowicach.

## Historia i działalność
Powstała 1 sierpnia 2001 roku w Getyndze dzięki inicjatywie historyków z Uniwersytetu Mikołaja Kopernika w Toruniu oraz historyków niemieckich związanych z Instytutem Historycznym Maxa Plancka w Getyndze (Max-Planck-Institut für Geschichte in Göttingen). Do zadań tej stacji – realizowanych do 2008 roku w Getyndze – należało między innymi przygotowanie pobytów stypendialnych polskich historyków, odczytów w Polsce i Niemczech oraz organizowanie i współorganizowanie konferencji. Kierownikiem tej placówki był wówczas dr Leszek Zygner. Likwidacja Instytutu Historycznego Maxa Plancka w 2008 roku zmusiła członków Rady Naukowej Misji do podjęcia poszukiwań nowej siedziby. Od 1 września 2009 roku Polska Misja Historyczna działa przy Uniwersytecie Juliusza i Maksymiliana w Würzburgu, jednej z najstarszych niemieckich szkół wyższych. Od 2009 r. kieruje nią dr Renata Skowrońska.
Celem Polskiej Misji Historycznej jest inicjowanie, wspieranie współpracy między polskimi i niemieckimi ośrodkami naukowymi oraz badaczami specjalizującymi się w szeroko rozumianych naukach historycznych, a także upowszechnianie wyników prowadzonych badań.
Zakres działalności i realizowane przedsięwzięcia:
- przygotowanie i realizowanie międzynarodowych projektów badawczych;
- wspieranie rozwoju polskich badań naukowych poprzez ułatwianie kwerendy bibliotecznej i archiwalnej w Niemczech (organizowanie konkursów stypendialnych oraz opieka nad gośćmi naukowymi);
- popularyzacja osiągnięć naukowych (organizacja i współorganizacja odczytów, wykładów, konferencji, seminariów, wystaw);
- publikacja wyników badań naukowych (rocznik „Biuletyn Polskiej Misji Historycznej” oraz inne publikacje).

Polska Misja Historyczna jest członkiem Kolleg „Mittelalter und Frühe Neuzeit”.